# Övermarks församling
Övermark församling var en församling i Närpes prosteri inom Borgå stift i Evangelisk-lutherska kyrkan i Finland. Till församlingen hörde kyrkomedlemmar bosatta i Övermark, Närpes. 
År 1674 finns första gången omnämnt en läse- och skolstuga i Övermark som användes som bykyrka. Övermark kyrka byggdes 1875-1878 efter att församlingen 1871 genom ett kejserligt utslag beviljats utträde ur Närpes församling. 
Övermark församling uppgick åter i Närpes församling vid fusionen med Närpes och Pörtoms församlingar år 2014. Fr.o.m. år 2015 är Övermark en kapellförsamling inom Närpes församling. Antalet församlingsmedlemmar bosatta på Övermark kapellförsamlings område är ca 1000 personer.